# Embalse de Elche
El embalse de Elche es una presa de gravedad con forma de arco en planta, construida en dos tramos aprovechando un promontorio rocoso en su parte media. Fue construido en el siglo XVII sobre el río Vinalopó, entre la sierra de Elche y la loma del Castellar, en la provincia de Alicante (España). El Pantano de Elche ocupa una parte de la pedanía de Ferriol y Carrús. Dada su antigüedad arquitectónica es considerado la primera presa en arco en Europa desde los romanos.

## Historia
Embalses de España del siglo XVII. Originalmente fue construida para retener las aguas de las avenidas del río Vinalopó, habituales en las lluvias torrenciales, y aprovechar estas aguas para su uso en regadíos. Han sido estas avenidas las que, a lo largo de la vida de la presa, se han encargado de colmarla de sedimento, disminuyendo la capacidad de retención de agua y obligando a varias limpiezas para recuperar la capacidad.
En 1995 reventó la compuerta reguladora, ocasionando una gran avalancha de fangos que contribuyó a vaciar la presa. En septiembre de 2007 se iniciaron los trabajos de rehabilitación de la presa con el fin de volver a retener agua, para crear más bien un paraje natural tipo marjal, en el que se cree vegetación y fauna. En marzo de 2008 la presa empieza a retener agua tras un periodo de 13 años prácticamente abandonada.

## Actualidad
Actualmente está reconocido como Bien de Interés Cultural por parte de la Generalidad Valenciana. y 
En el 2017 se detectó por primera vez la presencia de garduñas y comadrejas.
En 2020 se detectó la presencia del gato montés y de la nutria.
Entre los proyectos más recientes relacionados con el Pantano de Elche, destacan la Regeneración de la Fachada de Carrús Este, en la ladera del Río Vinalopó y el Plan Integral de Regeneración Ambiental de la ladera del Vinalopó, para la creación de un gran corredor recreativo-deportivo que unirá el Pantano de Elche con la desembocadura del río y El Hondo. Un proyecto confirmado por el alcalde ilicitano Carlos González. 

## Ruta Turística Vinalopó -CarrúsEste - Cau - Pantano
Elche Carrus - Cau - Pantano - Elche: Ruta circular que inicia en Carrús Este, siguiendo la ladera del Río Vinalopó. Entre los puntos de interés del recorrido se encuentran: el Valle Trenzado, el Puente del Binibelmari, la exposición escultórica del Cau y la presa del pantano de Elche. 
Es una de las rutas con mayor interés relacionadas con turismo ecológico, senderismo y running.

## Actividades relacionadas
Turismo con Mascotas
Turismo Familiar
Turismo Ecológico
Avistamiento de Aves
Senderismo
Trail Running